# Língua marata
O marata (ou marati) é uma língua da Índia, falada principalmente em Maarastra (na costa central ocidental da Índia), por aproximadamente 90 milhões de pessoas. Pertence ao grupo de línguas indo-arianas, subgrupo das línguas indo-iranianas.